# Karabinek Typ 81
Typ 81 – chiński karabinek automatyczny będący modyfikacją karabinka SKS. Wraz z tak samo oznaczonym erkaemem wchodzi w skład systemu broni QBZ-81.

## Historia konstrukcji
W latach 70. XX wieku w Chinach Ludowych rozpoczęto prace nad nowym małokalibrowym nabojem pośrednim. Wraz z nowym nabojem planowano wprowadzić nowy karabinek. Przedłużające się prace sprawiły, że jako rozwiązanie tymczasowe postanowiono przyjąć do uzbrojenia nowy karabinek automatyczny zasilany starą amunicją Typ 56 (7,62 x 39 mm).
Nowy karabinek miał zastąpić karabinki samopowtarzalne Typ 56 (wersja SKS) i automatyczne Typ 56 i Typ 63. Nowy karabinek miał się stać także podstawą do skonstruowania ręcznego karabinu maszynowego Typ 81 – następcy rkm-u Typ 56 (licencyjna wersja RPD).
Nowy karabinek był udoskonaloną wersją SKS. Karabinek wyposażono w zatrzask zamka (zatrzymujący zamek w tylnym położeniu po wystrzeleniu ostatniego naboju) i nowy mechanizm spustowy. Wydłużono także lufę. Dzięki odpowiedniemu ukształtowaniu końcowego odcinka lufy i wyposażeniu karabinka Typ 81 w regulator gazowy z karabinka można wystrzeliwać granaty nasadkowe.
Po rozpoczęciu produkcji na początku lat 80. Typ 81 stopniowo zastępował starsze typy karabinków. W 1984 roku została skonstruowana wersja kalibru 5,8 x 42 mm (Typ 87).
Karabinek Typ 81 wyparł do końca lat osiemdziesiątych z uzbrojenia pierwszoliniowych karabinki Typ 56. Typ 81 w warunkach bojowych zostały użyte w trakcie chińsko-wietnamskich konfliktów granicznych pod koniec lat osiemdziesiątych.
Obecnie karabinek Typ 81 stanowi podstawowe uzbrojenie żołnierzy chińskich. Niewielkie liczby egzemplarzy tego karabinka zostały wyeksportowane do Pakistanu oraz do Afryki (m.in. Wybrzeże Kości Słoniowej).

## Wersje
- Typ 81 – wersja z kolbą stałą.

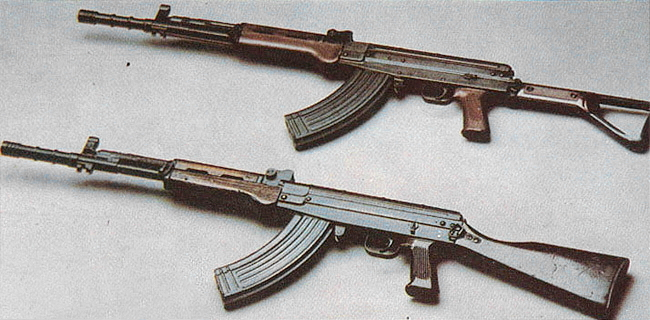
Typ 81-1 (na górze)
Typ 81 (na dole)

- Typ 81-1 – wersja z kolbą składaną na prawy bok broni.
- Typ 87 – wersja kalibru 5,8 × 42 mm. Stała się podstawą do opracowania nowych karabinków Typ 87A i Typ 03

## Opis konstrukcji
Karabinek Typ 81 jest indywidualną bronią samoczynno-samopowtarzalną. Zasada działania oparta na wykorzystaniu energii gazów prochowych odprowadzanych przez boczny otwór lufy. Ryglowanie przez obrót zamka. Po wystrzeleniu ostatniego naboju zamek zatrzymuje się w tylnym położeniu). Mechanizm spustowy umożliwia strzelanie ogniem pojedynczym i seriami. Przełącznik rodzaju ognia, pełniący także rolę bezpiecznika umieszczony nad chwytem pistoletowym, po lewej stronie broni. Zasilanie z dwurzędowych magazynków łukowych o pojemności 30 naboi. Otwarte przyrządy celownicze składają się z muszki i celownika krzywkowego (ze szczerbiną). Karabinek wyposażony w kolbę stałą (wersja 81-1 składaną). Końcowy odcinek lufy pełni rolę nasadki do miotania granatów nasadkowych.